# Metro van Panama-Stad
De metro van Panama-Stad is een belangrijk openbaarvervoermiddel in de hoofdstad en grootste stad van Panama. In deze snelgroeiende stad woonden in het jaar 2010 880.691 mensen. De stad en voorsteden samen telden toen ruim 1,5 miljoen inwoners. De eerste metrolijn, die ongeveer de helft van de lengte ondergronds verloopt, werd in april 2014 voor het publiek geopend. De tweede lijn ging in januari 2019 deels van start, speciaal voor de Wereldjongerendagen en ging in april dat jaar een reguliere dienstregeling draaien. Het netwerk is uitgerust met een stroomvoorziening via een bovenleiding van 1500 volt gelijkstroom. De spoorwijdte bedraagt 1435 mm: normaalspoor.
De metro is gebouwd om een alternatief te bieden voor vervoer per auto en bus, dat tussen het centrum en het district San Miguelito last heeft van files. Er bestaan plannen voor nog drie metrolijnen en enkele tramlijnen. De geprojecteerde metrolijn 3 bevindt zich anno 2021 in een verdergevorderd stadium dan lijn 4 en lijn 5: voor de bouw van lijn 3, die uitgevoerd zal worden als monorail, is een contract afgesloten met Hitachi. Lijn 4 en 5 en de tramlijnen dienen nog geconcretiseerd te worden.
Lijn 1 heeft een lengte van 15,8 kilometer en bestaat uit veertien stations. Een complete rit van eindpunt naar eindpunt duurt ongeveer 26 minuten. Bij het zuidelijke eindstation bestaat een verbinding met de Albrook Mall en met het busstation Albrook. Dit metrostation bevindt zich ook vlak bij het tweede vliegveld van de stad, de Albrook "Marcos A. Gelabert" International Airport. De treinen rijden vanaf hier door een tunnel, waarbij zeven maal een station aangedaan wordt. De metro rijdt eerst vlak langs het oude centrum van de stad. Hierna klimmen de treinen om de laatste zes stops te maken op een verhoogde baan. Er is een vijftiende station gepland, dat tussen de twee meest westelijke stations gebouwd zou dienen te worden.
Lijn 2 is geheel verhoogd aangelegd, boven grotere doorgaande wegen en bestaat uit 16 stations. De 21 kilometer lange baan verloopt, vanuit het centrum gezien in oost/noordoostelijke richting en er bestaat een overstap naar lijn 1 bij het meest westelijke station. Beide lijnen van de metro rijden zeven dagen per week en 365 dagen per jaar: maandag-vrijdag 05:00-23:00, zaterdag 05:00-22:00 en op zon- en feestdagen 07:00-22:00.

## Galerij

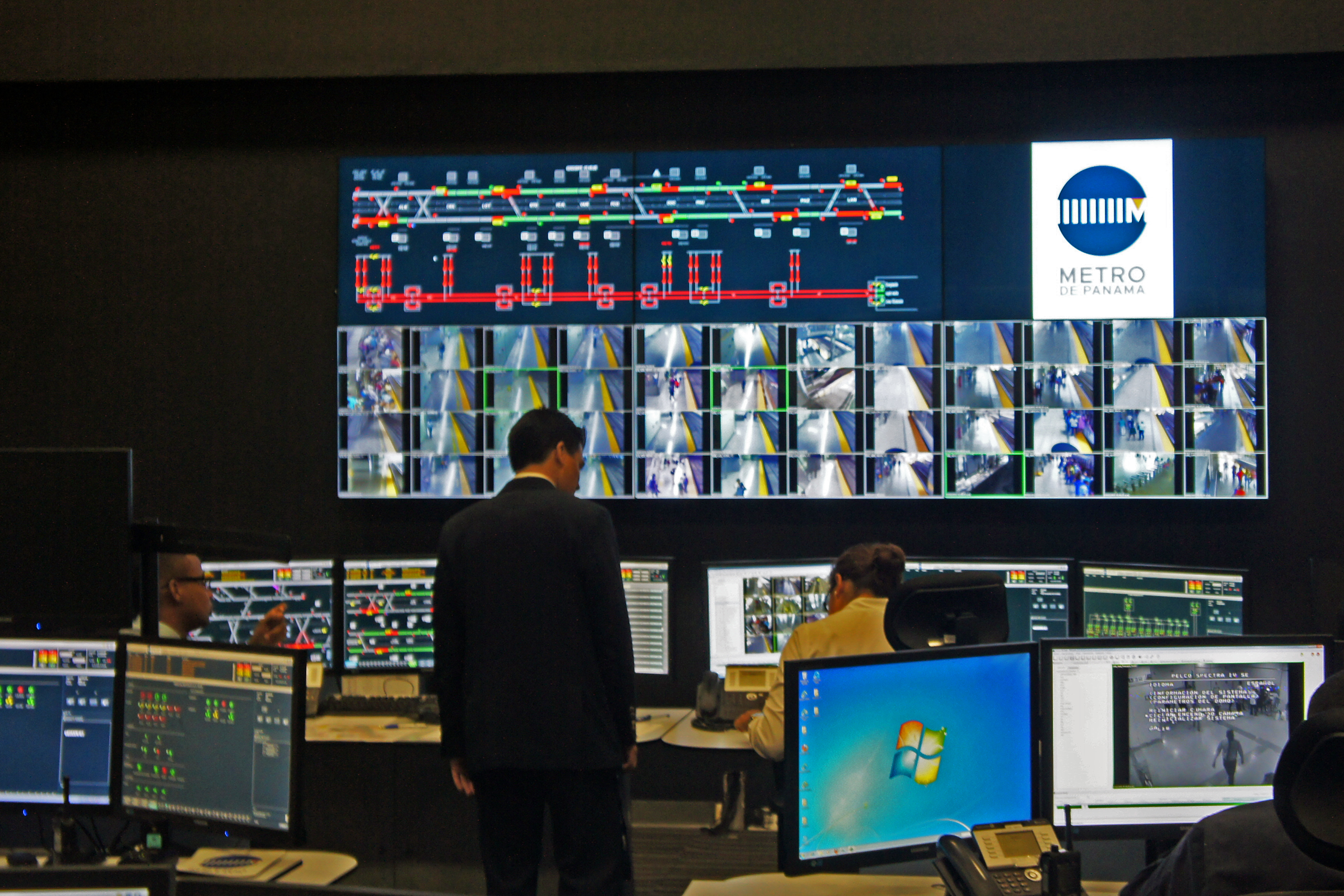
Controlecentrum
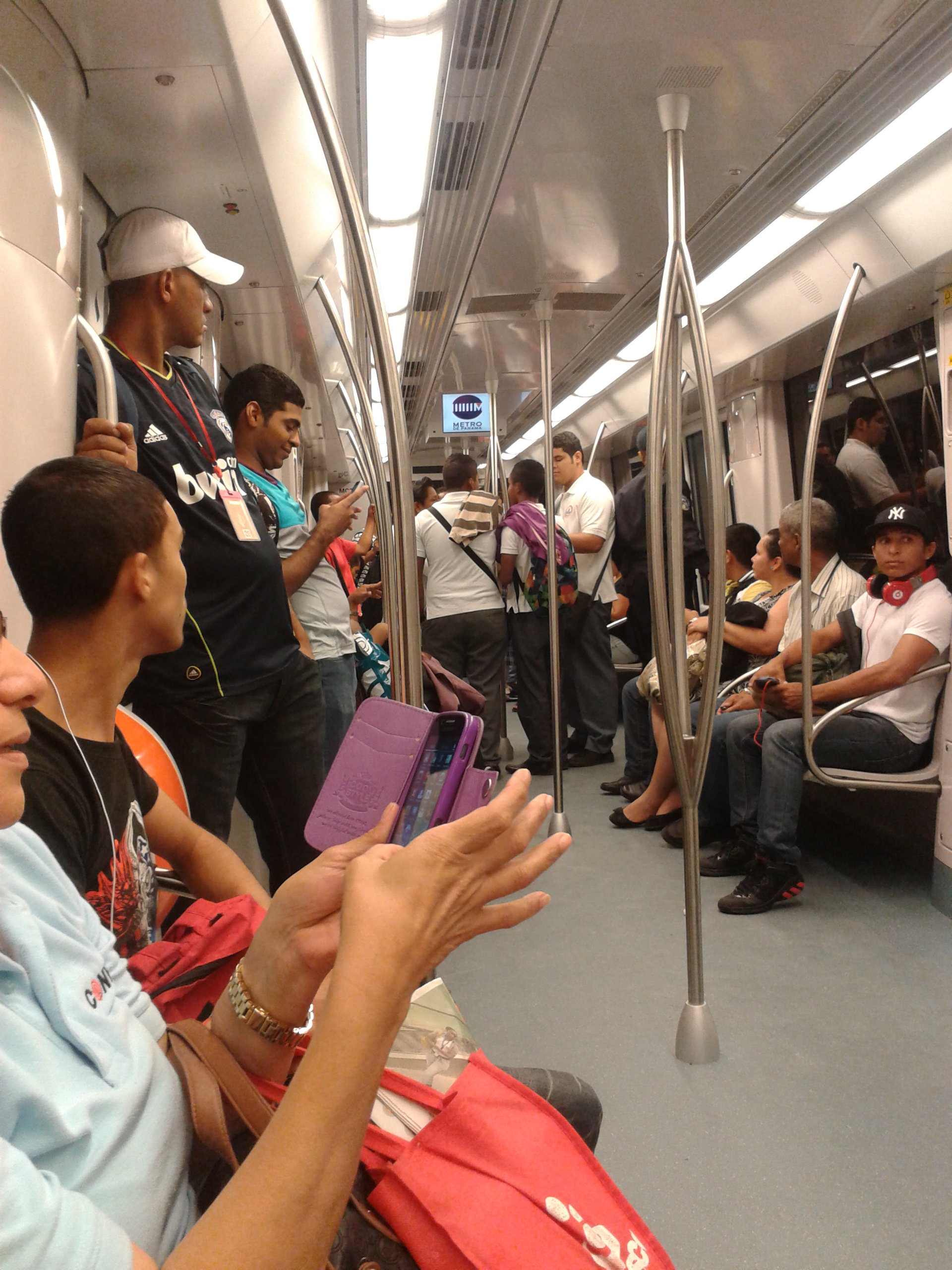
Interieur van een metrostel
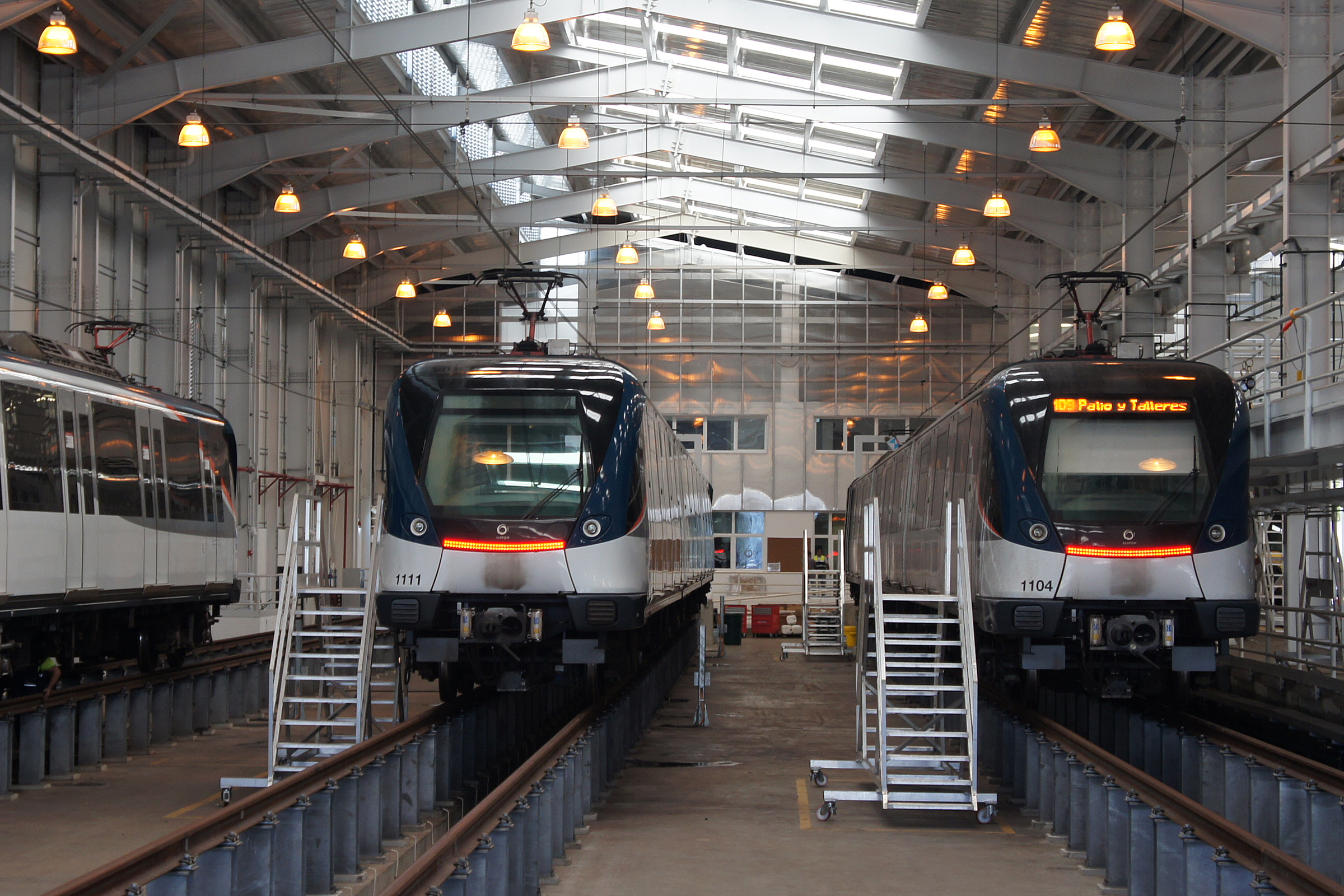
Alstom Metropolis 9000s tijdens een onderhoudsbeurt
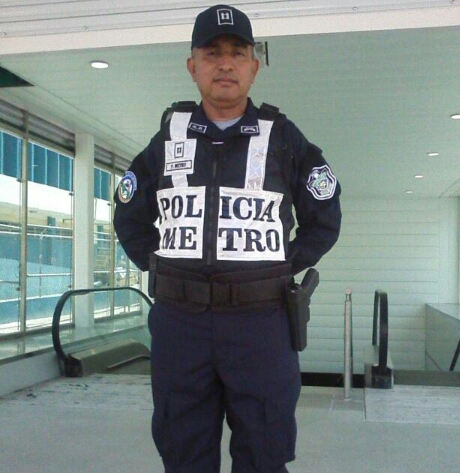
Metropolitieman